# Porcellio olivieri
Porcellio olivieri är en kräftdjursart som först beskrevs av Jean Victor Audouin 1825.  Porcellio olivieri ingår i släktet Porcellio och familjen Porcellionidae. Inga underarter finns listade i Catalogue of Life.